# Further Seems Forever
Further Seems Forever est un groupe de rock américain, originaire de Pompano Beach, en Floride. Formé en 1998, le groupe est dissous en 2006, et reformé en 2010.
Tout au long de leur carrière, ils connaissent de nombreux changements de chanteur (un différent pour chacun de leurs trois albums studio). Le chanteur originel, Chris Carrabba enregistre le premier album The Moon Is Down en 2001, avant de quitter le groupe pour son projet personnel Dashboard Confessional. Il est remplacé par Jason Gleason, qui venait du groupe Affinity, qui assura les parties vocales de l'album de 2003 How to Start a Fire. Gleason quitte le groupe en 2004 à la suite de tensions avec le reste des musiciens et fut remplacé par le chanteur de Sense Field, Jon Bunch, pour le dernier album studio du groupe, Hide Nothing.
La musique du groupe est souvent classée comme étant rock indépendant mais est fréquemment associée au mouvement emo. Ils ont également été classés comme rock chrétien en raison des croyances religieuses de certains des membres, certains thèmes évoqués dans les paroles, leur contrat avec le label Tooth & Nail Records et leurs concerts dans des festivals de musique chrétiens comme le Cornerstone Festival. En dépit de cela, le groupe expliqua à de nombreuses reprises ne pas être un groupe de rock chrétien, mais plutôt un groupe de rock, avec des membres chrétiens.

## Histoire du groupe

### Débuts (1998–2000)
Le groupe est formé à Pompano Beach, en Floride, après la séparation du groupe de punk hardcore Strongarm. Les guitaristes de Strongarm Josh Colbert et Nick Dominguez, le bassiste Chad Neptune et le batteur Steve Kleisath recrutent le chanteur du groupe Vacant Andys, Chris Carrabba, pour former Further Seems Forever. La première chanson du groupe s'intitule Vengeance Factor qui parait sur la compilation du label Deep Elm Records An Ocean of Doubt: The Emo Diaries, Chapter Four, ce qui contribue à associer le groupe avec le genre emo. Leur premier enregistrement plus important est un split-EP avec leurs amis Recess Theory, de Floride, dont le titre From the 27th State est publié sous le label Takehold Records, et rapidement le groupe signe un contrat avec le label de Seattle Tooth & Nail Records.
En 2000, Carrabba commence à travailler sur son propre projet musical Dashboard Confessional et enregistre l'album The Swiss Army Romance, essentiellement des chansons considérées comme plus personnelles et inappropriées pour le groupe Further Seems Forever. À ce moment, le groupe est en proie à des querelles internes et des difficultés à tourner, car Dominguez avait des enfants en bas âge et était très réticent à l'idée de jouer hors de l'État. Cela força le groupe à chercher des guitaristes afin de le remplacer en tournée. Au retour d'une tournée solo en août 2000, Carrabba annonce qu'il quitte le groupe afin de se consacrer pleinement à Dashboard Confessional.
Malgré cette décision, Carrabba continue avec le groupe les mois suivants afin de terminer la création et l'enregistrement du premier album The Moon Is Down, sorti en 2001 chez Tooth & Nail. Les relations entre Carrabba et les autres membres du groupe restent très amicales, et Further Seems Forever ouvrira plus tard pour Dashboard Confessional en plusieurs occasions. En 2005, le groupe joue même un concert avec Carrabba, interprétant entièrement The Moon Is Down.

### How to Start a Fire(2001–2004)

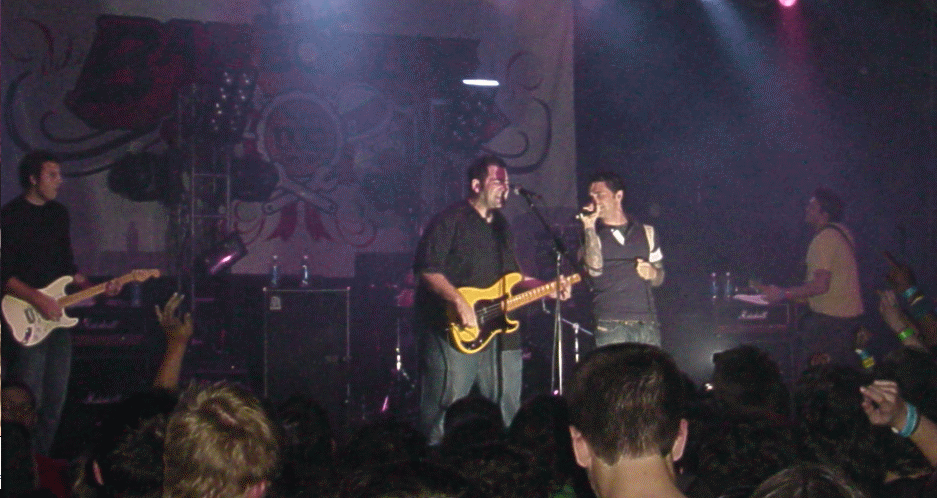
Further Seems Forever en 2005, jouant avec le chanteur originel Chris Carrabba, lors d'un concert exceptionnel de réunion.

Après le départ de Carrabba, le groupe recrute Jason Gleason d'Affinity comme nouveau chanteur. Avec Gleason, ils enregistrent des reprises de Say It Ain't So de Weezer, et Bye Bye Bye pour les compilations Rock Music: A Tribute to Weezer et Punk Goes Pop. Dominguez quitte le groupe afin de créer un label musical, Pop Up Records. Il monte ce label avec Derick Cordoba, qui le remplace au sein de Further Seems Forever. Cette formation enregistre alors le deuxième album How to Start a Fire, sorti en 2003, et accompagné d'une tournée nationale.
Au début de 2004, cependant, alors que le travail sur le troisième album commence, le groupe se querelle avec Gleason qui le quitte. Dans une interview en 2006, il explique la séparation d'alors par « des comportements totalement irrationnels au quotidien. Méfiance. Querelles. Colère. Jalousie. Des relations malsaines. » Gleason forme alors le groupe ActionReaction en 2005 en compagnie de son épouse Crissie « Bella » Verhagen et le bassiste Salvatore Ciaravino, qui tous les deux venaient du groupe Element 101. Le premier album du groupe Three is the Magic Number, sort en 2006.

### Hide Nothinget séparation (2004–2006)

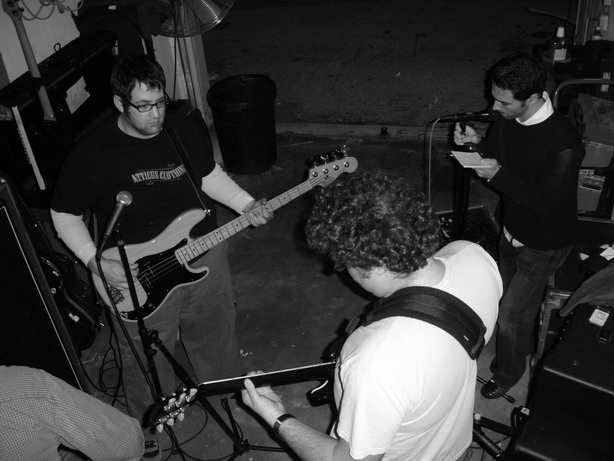
Carrabba jouant avec le groupe pour leur concert de réunion en 2005.

Pour remplacer Gleason, le groupe recrute le chanteur Jon Bunch, dont le groupe Sense Field, venait de se séparer. Avec Bunch, ils enregistrent l'album de 2004 Hide Nothing et tournent mondialement, jouant avec des groupes comme Sparta, Copeland, et The Starting Line. En 2005, le groupe joue un concert exceptionnel avec Carrabba au cours duquel ils interprètent l'intégralité de l'album The Moon is Down. Au mois de janvier 2006, ils annoncent que leur prochaine tournée aux États-Unis et au Canada avec Bunch sera leur dernière tournée, les membres de leurs familles et leurs activités parallèles ayant pris le dessus sur leur envie de continuer.
Tooth & Nail sort un best-of en avril intitulé Hope This Finds You Well, et le concert final du groupe se déroule le 17 juin 2006 au Masquerade à Atlanta. Ce concert donne lieu à un enregistrement live filmé DVD sorti chez 567 Records en avril 2007, intitulé The Final Curtain. À la suite de la séparation, Bunch and Cordoba forment Fields Forever, un projet en duo jouant des versions acoustiques des morceaux de Further Seems Forever and Sense Field, avec lequel ils tournent en Europe. Certains membres rejoignent d'autres projets, comme Kleisath avec le groupe En Masse au début de 2006, ou Cordoba avec le groupe Kicked Out Heel Drag au début de 2007.

### Retour avec Carrabba (depuis 2010)
Further Seems Forever se réunit avec le chanteur Chris Carrabba en août 2010. Further Seems Forever et Dashboard Confessional jouent au festival Groezrock festival en avril 2011. Le quatrième album du groupe album, Penny Black, est publié en octobre 2012 à Rise Records.
En août 2015, Gleason est annoncé dans le groupe. L'ancien chanteur Jon Bunch décède le 31 janvier 2016 à Irvine, en Californie, à 45 ans,.

## Membres

### Membres actuels
- Chris Carrabba – chant (1998–2002, depuis 2010), claviers, piano (depuis 2010)
- Jason Gleason – chant solo (2001–2004, depuis 2016)
- Nick Dominguez – guitare rythmique, chœurs (1998–2002, 2010)
- Chad Neptune – guitare basse (1998–2006, depuis 2010)
- Steve Kleisath – drums (1998–2006, depuis 2010)

### Anciens membres
- James Paul Wisner - claviers, piano (2000-2006), guitare rythmique (2002-2006)
- Derick Cordoba - guitare rythmique, chœurs (2002-2006)
- Jon Bunch – chant solo (2004–2006, décédé en 2016[9],[11])

### Membres invité
En raison de quelques impossibilités de jouer de la part de certains membres du groupe, voici quelques-unes des participations extra-groupe :
- Ian Sirianni - guitare
- Jack Hutson - guitare
- Gene Francis - chant
- Brandon Swanson - guitare
- Scott Nunn - guitare
- Ian Fowles - guitare
- Thomas Rankine - basse

## Discographie

### Albums studio
- 2001 : The Moon Is Down
- 2003 : How to Start a Fire
- 2004 : Hide Nothing
- 2012 : Penny Black

### Compilations
- 2006 : Hope This Finds You Well
- 2004 : The Final Curtain (album live du concert final. Des chansons rares et non réalisées y sont incluses ainsi que le DVD du concert)

### EP et vinyles 7"
- 1999 : From the 27th State
- 2000 : Fall 2000 Tour Sampler
- 2002 : Further Seems Forever/Twothirtyeight (split)

### Singles à part
- 1999 : Vengeance Factor (sur la compilation An Ocean of Doubt)
- 2002 : Say It Ain't So (sur la compilation Rock Music: A Tribute to Weezer) chanson de Weezer. Enregistrée avec Jason Gleason. Une version antérieure avec Carrabba au chant se trouve sur le best-of Hope This Finds You Well).
- 2002 : Bye Bye Bye (sur la compilation Punk Goes Pop (chanson de *NSYNC, enregistrée avec Jason Gleason)

## Videographie
- 2001 : Snowbirds and Townies
- 2003 : The Sound
- 2004 : Light Up Ahead
- 2012 : So Cold